# Cấy ghép giác mạc
Ghép giác mạc, là một thủ tục phẫu thuật trong đó một giác mạc bị tổn thương hoặc bị bệnh được thay thế bằng mô giác mạc được hiến tặng (ghép). Khi toàn bộ giác mạc được thay thế nó được gọi là penetrating keratoplasty và khi chỉ là một phần của giác mạc được thay thế nó được gọi là lamellar keratoplasty. Keratoplasty đơn giản có nghĩa là phẫu thuật giác mạc. Phần ghép được lấy từ một người chết gần đây không có bệnh hoặc các yếu tố khác có thể ảnh hưởng đến cơ hội sống sót của mô được hiến hoặc sức khỏe của người nhận.
Giác mạc là phần trong suốt phía trước của mắt bao phủ mống mắt, đồng tử và phần trước của mắt. Quy trình phẫu thuật được thực hiện bởi các bác sĩ nhãn khoa, bác sĩ chuyên về mắt và thường được thực hiện trên cơ sở ngoại trú. Người cho giác mạc có thể ở mọi lứa tuổi, như thể hiện trong trường hợp của Janis Babson, người đã hiến mắt vào năm 10 tuổi. Ghép giác mạc được thực hiện khi thuốc, phẫu thuật giác mạc và liên kết chéo không thể chữa lành giác mạc nữa.

## Sử dụng trong y tế
Chỉ định bao gồm:
- Quang học: Để cải thiện thị lực bằng cách thay thế mô chủ bị mờ hoặc bị biến dạng bằng mô của người hiến khỏe mạnh. Dấu hiệu phổ biến nhất trong thể loại này là viêm giác mạc giả do pseudophakic, sau đó là keratoconus, thoái hóa giác mạc, keratoglobus và loạn dưỡng, cũng như sẹo do viêm giác mạc và chấn thương.
- Kiến tạo/tái tạo: Để bảo tồn giải phẫu giác mạc và tính toàn vẹn ở những bệnh nhân bị mỏng lớp mô và descemetocele, hoặc tái tạo lại giải phẫu của mắt, ví dụ như thủng giác mạc.
- Điều trị: Để loại bỏ mô giác mạc bị viêm không đáp ứng với điều trị bằng kháng sinh hoặc kháng virut.
- Mỹ phẩm: Để cải thiện sự xuất hiện của bệnh nhân bị sẹo giác mạc đã tạo ra một màu trắng hoặc mờ đục cho giác mạc.

## Rủi ro
Các rủi ro tương tự như các thủ tục nội nhãn khác, nhưng cũng bao gồm từ chối ghép (suốt đời), tách hoặc di dời của cấy ghép lamellar và thất bại ghép chính.
Ngoài ra còn có nguy cơ nhiễm trùng. Vì giác mạc không có mạch máu (nó lấy chất dinh dưỡng từ chất nhãn thủy dịch) nên nó lành chậm hơn nhiều so với vết cắt trên da. Trong khi vết thương đang lành, có khả năng nó có thể bị nhiễm trùng do các vi sinh vật khác nhau. Nguy cơ này được giảm thiểu bằng cách điều trị dự phòng bằng kháng sinh (sử dụng thuốc nhỏ mắt kháng sinh, ngay cả khi không có nhiễm trùng).
Có nguy cơ từ chối giác mạc, xảy ra trong khoảng 20% trường hợp. Thất bại ghép có thể xảy ra bất cứ lúc nào sau khi giác mạc đã được cấy ghép, thậm chí nhiều năm hoặc nhiều thập kỷ sau đó. Các nguyên nhân có thể khác nhau, mặc dù thường là do chấn thương hoặc bệnh tật mới. Điều trị có thể là y tế hoặc phẫu thuật, tùy thuộc vào từng trường hợp. Một nguyên nhân ban đầu, và lý do kỹ thuật của sự thất bại có thể là chỉ khâu quá chặt khi thông qua lớp màng cứng. 